# Вальдемар Мель
Вальдемар Мель (нім. Waldemar Mehl; 7 вересня 1914, Грефенвісбах — 29 березня 1996, Вісбаден) — німецький офіцер-підводник, корветтен-капітан крігсмаріне. Кавалер Лицарського хреста Залізного хреста.

## Біографія
1 квітня 1933 року вступив на флот. Служив на легких крейсерах «Кельн» і «Нюрнберг», а також на лінійному кораблі «Шлезвіг-Гольштейн». В квітні 1941 року переведений в підводний флот. Служив інструктором з бойової підготовки на підводному човні U-371. З 5 по 19 листопада 1941 року — командир U-62, з 2 грудня 1941 по 6 травня 1942 року — U-72, з 25 травня 1942 року — U-371, на якому здійснив 12 походів (загалом 227 днів у морі) в Середземне море.
Всього за час бойових дій потопив 9 кораблів загальною водотоннажністю 42 451 тонну і пошкодив 4 кораблі загальною водотоннажністю 28 072 тонни.
| Дата            | Назва корабля                                 | Тип                  | Тоннаж | Вантаж                                                                                       | Екіпаж | Загинули | Країна             | Конвой  |
| --------------- | --------------------------------------------- | -------------------- | ------ | -------------------------------------------------------------------------------------------- | ------ | -------- | ------------------ | ------- |
| 7 січня 1943    | HMS Jura (T169)                               | Мінний тральщик      | 545    |                                                                                              | 37     | 17       | Британська імперія |         |
| 7 січня 1943    | Ville de Strasbourg (пошкоджений)             | Військовий транспорт | 7,159  | Вугілля і баласт                                                                             | 51     | 0        | Британська імперія | MKS-5   |
| 23 лютого 1943  | Fintra                                        | Торговий пароплав    | 2,089  | 340 тонн військових товарів, включаючи боєприпаси                                            | 35     | 9        | Британська імперія | Ropsley |
| 28 лютого 1943  | Daniel Carroll (пошкоджений)                  | Торговий пароплав    | 7,176  | 4800 тонн генеральних вантажів                                                               | 100    | 0        | США                | TE-16   |
| 27 квітня 1943  | Merope                                        | Торговий пароплав    | 1,162  | Баласт                                                                                       | 34     | 10       | Нідерланди         |         |
| 10 липня 1943   | Gulfprince (пошкоджений)                      | Паровий танкер       | 6,561  | 1000 барелів авіаційного бензину (октанове число 100) у резервуарі №3 і баласт (солона вода) | 63     | 1        | США                | ET-22A  |
| 10 липня 1943   | Matthew Maury (пошкоджений)                   | Торговий пароплав    | 7,176  | 1200 тонн баласту                                                                            | 78     | 0        | США                | ET-22A  |
| 7 серпня 1943   | Contractor                                    | Торговий пароплав    | 6,004  | 6110 тонн генеральних вантажів, у тому числі 3500 тонн державних товарів і пошти             | 83     | 7        | Британська імперія | GTX-5   |
| 11 жовтня 1943  | HMS Hythe (J194)                              | Тральщик             | 656    |                                                                                              | 82     | 62       | Британська імперія | MKS-27  |
| 13 жовтня 1943  | USS Bristol (DD-453)                          | Есмінець             | 1,630  |                                                                                              | 293    | 52       | США                |         |
| 15 жовтня 1943  | James Russell Lowell (невиправно пошкоджений) | Торговий пароплав    | 7,176  | Баласт (1200 тонн піску та гравію)                                                           | 74     | 0        | США                | GUS-18  |
| 17 березня 1944 | Dempo                                         | Військовий транспорт | 17,024 | Баласт (225 тонн чавуну і 2500 тонн піску)                                                   | 333    | 0        | Нідерланди         | SNF-17  |
| 17 березня 1944 | Maiden Creek (невиправно пошкоджений)         | Торговий пароплав    | 6,165  | Баласт                                                                                       | 78     | 8        | США                | SNF-17  |

4 квітня 1944 року був призначений в штаб командувача підводних сил на Середземному морі. Після закінчення війни кілька місяців служив на мінному тральщику.

## Звання
- Кандидат в офіцери (1 квітня 1933)
- Морський кадет (23 вересня 1933)
- Фенріх-цур-зее (1 липня 1934)
- Оберфенріх-цур-зее (1 квітня 1936)
- Лейтенант-цур-зее (1 жовтня 1936)
- Оберлейтенант-цур-зее (1 червня 1938)
- Капітан-лейтенант (1 лютого 1941)
- Корветтен-капітан (1 березня 1945)

## Нагороди
- Медаль «За вислугу років у Вермахті» 4-го класу (4 роки; 31 березня 1937)
- Іспанський хрест в бронзі (6 червня 1939)
- Залізний хрест
  - 2-го класу (30 квітня 1940)
  - 1-го класу (26 жовтня 1940)
- Нагрудний знак підводника (22 вересня 1942)
- Німецький хрест в золоті (19 листопада 1943)
- Лицарський хрест Залізного хреста (28 березня 1944)
- Фронтова планка підводника в сріблі (10 березня 1945)